# Мэнсон, Чарльз
Чарльз Миллз Мэ́нсон (англ. Charles Milles Manson), фамилия при рождении — Мэ́ддокс (англ. Maddox; 12 ноября 1934[…], Цинциннати, Огайо — 19 ноября 2017, Бейкерсфилд, Калифорния) — американский серийный убийца, преступник, создатель и руководитель общины, которая называла себя «Семьёй» и по официальной версии прокуратуры США являлась деструктивной сектой, члены которой в 1969 году, подчиняясь приказам Мэнсона, совершили ряд жестоких убийств, в том числе убили беременную актрису Шэрон Тейт. Был приговорён к смертной казни, впоследствии заменённой на пожизненное лишение свободы. Умер в тюрьме.

## Биография
Чарльз Мэнсон родился 12 ноября 1934 года в общественной больнице Цинциннати, штат Огайо. При родах в больнице мальчик был зарегистрирован как «безымянный Мэддокс» (англ. no name Maddox), и лишь спустя неделю получил имя Чарльз Миллз, а вскоре за этим и фамилию Мэддокс. Матерью Чарльза Мэнсона была Кэтлин Мэнсон-Байэр-Кавендер, урождённая Мэддокс (1918—1973), родом из города Эшланд, штат Кентукки; на момент рождения сына ей было 16 лет. Кто был его отцом, доподлинно неизвестно. Будучи беременной, в августе 1934 года Кэтлин вышла замуж за работника химчистки Уильяма Юджина Мэнсона (1909—1961), который признал Чарльза своим сыном, его фамилия была проставлена в официальном свидетельстве о рождении мальчика.
Скорее всего настоящим отцом Чарльза Мэнсона был имевший репутацию мошенника Полковник Уокер Хендерсон Скотт-старший (1910—1954) из Кетлеттсбурга в Кентукки, потому что против него Кэтлин подала иск о признании отцовства: в заявлении утверждалось, что узнав о беременности Кэтлин, он сбежал. Судебное разбирательство по этому иску продлилось 3 года и завершилось в 1937 году примирением сторон.

### Ранние годы
Кэтлин Мэнсон занималась проституцией и злоупотребляла алкоголем, проводя большую часть своего свободного времени в компании своего брата Лютера, из-за чего часто отсутствовала дома, поэтому Чарльза постоянно оставляли на попечение нянек. 30 апреля 1937 года Кэтлин и Уильям развелись со скандалом, на слушании Уильям обвинил жену в «грубом пренебрежении своими обязанностями». 1 августа 1939 года Кэтлин, её брат Лютер и его девушка, Джулия Викерс, находясь на станции техобслуживания в Чарлстоне, штат Западная Виргиния, распивали спиртные напитки в компании некоего Фрэнка Мартина, а затем попытались ограбить его, но были быстро схвачены полицией. Спустя 7 недель состоялся суд, который приговорил Лютера к десяти, а Кэтлин — к пяти годам тюремного заключения. Пятилетний Чарльз был отдан на попечение дяди и тёти, проживавших в МакМекэне (англ. McMechen), штат Западная Вирджиния. Мальчика водили в тюрьму на встречи с матерью — по словам Мэнсона, это были очень яркие воспоминания его детства.
Спустя три года, в 1942, Кэтлин была досрочно освобождена. Момент, когда она обняла сына при первой встрече после своего освобождения, Мэнсон позже назвал своим единственным счастливым воспоминанием детства. Изначально мать и сын поселились в Чарлстоне, затем переехали в Индианаполис. Кэтлин продолжила выпивать, а Чарльз стал прогуливать школу и совершать кражи из домов и магазинов. В 1947 году, когда Чарльзу было 13 лет, Кэтлин попыталась пристроить сына в приёмную семью, но не смогла найти подходящую и отправила его в исправительную католическую школу Гиболд для мальчиков в Терре-Хоте, штат Индиана. Оттуда мальчик вскоре сбежал, но Кэтлин вернула его обратно в школу. Рождество 1947 года он провёл у дяди и тёти в МакМекэне, где был вскоре арестован за кражу.
Чарльз был снова отправлен в Гиболд, но через 10 месяцев вновь сбежал оттуда и вновь отправился в Индианаполис. Он не вернулся к матери, а продолжил скрываться; жил в съёмной комнате, и чтобы платить за неё, по ночам обворовывал магазины. В конечном итоге его поймали, но судья проникся к нему сочувствием и определил в исправительное учреждение Бойз-Таун (англ. Boys Town) в Омахе, штат Небраска, где он познакомился с другим трудным подростком — Блэкки Нильсоном. Нильсон рассказал ему о своём дяде, который был вором. Спустя четыре дня Мэнсон и Нильсон вместе сбежали из Бойз-тауна, украв машину и оружие, ограбили продуктовый магазин и казино, после чего отправились к дяде Нильсона, в Пеорию, штат Иллинойс. По прибытии дядя взял их к себе помощниками и они втроём ограбили несколько магазинов, после чего Чарльз был арестован и в 13-летнем возрасте отправлен в учреждение для трудных подростков Индианы. В этой школе он, по его словам, подвергался сексуальному насилию и унижениям со стороны других мальчиков при поддержке одного из тамошних работников. Здесь он изобрёл свой способ самообороны: если он видел, что физический перевес явно не на его стороне, то начинал вопить и размахивать руками, заставляя нападавших думать, что он безумен.
Находясь в школе Индианы, Чарльз совершил несколько безуспешных попыток побега; наконец, в 1951 году он и два других мальчика сбежали из этого учреждения; угнав машину и грабя по пути заправки, они намеревались добраться до Калифорнии, но по дороге, в штате Юта, были арестованы, после чего Чарльза отправили в вашингтонскую Национальную воспитательную школу для мальчиков (англ. National Training School for Boys). По прибытии он сдал тест на проверку способностей, который показал, что его IQ равен 109. Приставленный к нему социальный работник называл его агрессивно-антисоциальным ребёнком. По рекомендации психиатра в октябре 1951 года Чарльз был переведён в исправительный лагерь Нэчурел Бридж Онор (англ. Natural Bridge Honor Camp), где его часто навещала тётя, и откуда она планировала забрать его после слушания в октябре 1951 года, заверив руководство, что поможет ему найти работу. Однако этого не произошло — за месяц до предполагавшегося слушания он, приставив другому мальчику к горлу бритву, изнасиловал его и был пойман при этом. После этого его перевели в исправительное учреждение в Питерсберге, штат Виргиния, где он совершил «восемь серьёзных нарушений дисциплины», три из которых носили гомосексуальный характер, а затем в исправительное учреждение строгого режима в Чилликоти, штат Огайо, где он должен был находиться до достижения возраста двадцати одного года, то есть до ноября 1955 года; там он неожиданно перестал проявлять агрессию и за хорошее поведение был досрочно выпущен на несколько месяцев раньше — в мае 1954 года, после чего отправился жить к тёте и дяде в Макмекэн.

### Первый тюремный срок

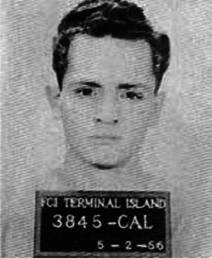
Полицейская фотография Чарльза Мэнсона 1956 года

В январе 1955 года Мэнсон женился на семнадцатилетней больничной официантке Розали Джин Уиллис. Пара переехала жить в Калифорнию. Мэнсон добывал деньги для семьи кратковременными подработками и угонами автомобилей. Через три месяца он был арестован в Лос-Анджелесе, когда нелегально пересекал границу штата на угнанной машине. Розали была беременна, это послужило смягчающим обстоятельством и суд приговорил Мэнсона к тюремному заключению сроком в пять лет условно, но вскоре такое же обвинение ему было предъявлено в Лос-Анджелесе, он не явился в суд на слушание, после чего в марте 1956 года, находясь в Индианаполисе, штат Индиана, был арестован. Условный приговор был отменён, Мэнсон был приговорён к трём годам тюремного заключения. В тюрьме Мэнсон загорелся желанием стать сутенёром, много общался с сутенёрами, стремясь узнать секреты ремесла.
В апреле 1956 года, когда Мэнсон уже находился за решёткой, Розали родила сына, которому дали имя Чарльз Майлз Мэнсон-младший. После рождения ребёнка Розали оформила развод и уехала из города.
Выйдя из тюрьмы, Мэнсон стал сутенёром, но успеха в этом добиться не смог, он так и не смог набрать достаточно проституток для стабильного заработка.

### Второй тюремный срок
В мае 1959 года Мэнсон был арестован при попытке обналичить подделанный им чек на 37 долларов и 50 центов и осуждён на 10 лет условно. В этом же году он женился второй раз — на проститутке Леоне Стивенс, работавшей под псевдонимом Кэнди, а через год вновь был пойман на нарушении закона — на этот раз он нелегально пересёк границу штата с целью организации занятий проституцией. Условный приговор вновь был отменён, и Мэнсон был отправлен в тюрьму. 10 апреля 1963 года, когда Мэнсон отбывал тюремный срок, у него родился второй сын — Чарльз Лютер Мэнсон; затем Леона подала на развод.
В тюрьме заключённый Элвин Карпис, отбывавший длительный срок за совершённое ещё в 1930-е годы ограбление банка, научил Мэнсона играть на гитаре. Мэнсон очень увлекся гитарой, постоянно играл, сочинял собственные песни.
Широкое распространение получил недостоверный слух о том, что Мэнсон пытался стать участником группы The Monkees, оказавшись в числе 400 претендентов (победил в конкурсе Пит Торк), и хвастался тогда, что достигнет «большего, чем The Beatles». Однако Джон Гилмор, автор книги «Manson — The Unholy Trail Of Manson and the Family», опроверг возможность его участия в конкурсе, поскольку на момент прослушивания Мэнсон ещё находился в тюрьме.
В марте 1967 года Мэнсон был освобождён. К этому моменту ему исполнилось 32 года, больше половины из которых — 17 лет — он провёл за решёткой.

## «Семья»

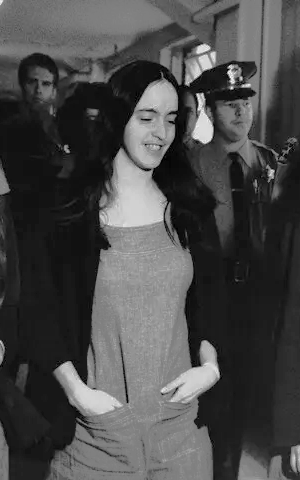

### Сан-Франциско
Сразу после освобождения Мэнсон приехал жить в Сан-Франциско, где обнаружил расцвет культуры хиппи. Летом 1967 года — во время знаменитого «Лета любви» — в районе Хейт-Эшбери в Сан-Франциско собралось около ста тысяч человек со всего мира. Это беспрецедентное событие стало кульминацией второй половины 60-х годов XX века, когда субкультура хиппи наиболее громко заявила о себе. Мировоззрение хиппи, отвергавших устои и ценности капиталистического общества и превозносивших всеобщую любовь и свободный секс, пришлось по душе Мэнсону, он многое перенял из философии и образа жизни хиппи, хотя никогда не относил себя к хиппи. В это время в Сан-Франциско среди хиппи были популярны «гуру» — духовные учителя, проповедовавшие нетрадиционные религиозные взгляды, новые пути личного духовного развития и устройства общества. В каждом районе Сан-Франциско тогда было по несколько гуру, объединявших вокруг себя небольшие общины последователей. Одним из таких гуру решил стать Мэнсон. Он придумал своеобразную философию, объединившую в себе мировоззрение хиппи с христианством и элементами саентологии, с идеями которой он познакомился в тюрьме. Первой последовательницей Мэнсона стала работница библиотеки Мэри Браннер (Mary Brunner), которую он встретил на улице, когда та гуляла с собакой. Через год она родила Мэнсону сына. После Мэри Браннер к Мэнсону присоединились стриптизёрша Сьюзан Аткинс (Susan Atkins), выгнанная родителями из дома и бросившая колледж Линетт Фромм (Lynette Fromme), офисная работница Патриша Кренуинкл (Patricia Krenwinkel) и Элла Джо Бэйли (Ella Joe Bailey) — соседка Аткинс. Были также непостоянные члены. По их утверждению, любой пришедший тогда в общину Мэнсона, которую тот называл «семьёй», сразу попадал в атмосферу безусловной любви, принятия и заботы. В общине было распространено употребление лёгких наркотиков. Послушать Мэнсона тогда собиралось много людей. Мэнсон много играл на гитаре, пел, в том числе собственные песни, много занимался сексом и всячески поощрял секс между последователями, включая гомосексуальный и групповой. Мэнсон не скрывал своего криминального прошлого, но говорил, что жизнь заставила его делать разные неприглядные вещи, что он должен был выживать. По мнению прокурора Винсента Бульози, обвинявшего потом Мэнсона на суде, в то время группа Мэнсона ещё была скорее обычной для той эпохи общиной хиппи. Мэнсон в то время мечтал о славе духовного лидера и карьере музыканта.
Вскоре Мэнсону перестало нравиться в Сан-Франциско. Заполучив старый школьный автобус, Мэнсон и его последовательницы переоборудовали его в жилище на колесах, украсили в стиле хиппи, и отправились в многомесячное путешествие по Калифорнии и Западному побережью США. К концу 1967 года Мэнсон с «семьёй» решил поселиться в Лос-Анджелесе. К общине тогда присоединилась 14-летняя Дайан Лэйк, оставленная родителями-хиппи.

### Знакомство с Дэннисом Уилсоном
Весной 1968 года состоялось знакомство Мэнсона с музыкантом Дэннисом Уилсоном, барабанщиком группы The Beach Boys. Beach Boys имели тогда популярность в США, сравнимую с популярностью Beatles, и Уилсон был одной из самых известных в стране личностей. Их знакомство состоялось после того, как Уилсон, проезжая на машине по Малибу, увидел на дороге двух голосующих девушек — Патришу «Кэти» Кренуинкл и Эллу Джо Бейли — и отвёз их к себе домой. Девушки восторженно говорили Уилсону о Мэнсоне и тот изъявил желание познакомиться с ним. По некоторым утверждениям, Мэнсон специально просил своих последовательниц ходить по богатым районам Лос-Анджелеса и пытаться познакомиться с известными людьми, которые могли бы способствовать популяризации Мэнсона или дать старт его музыкальной карьере.
Между Уилсоном и Мэнсоном сразу возникла взаимная симпатия и даже взаимное восхищение. Уилсон искал духовного наставника, которого нашёл в лице Мэнсона, он восхищался харизмой Мэнсона, его умением управлять людьми, кроме того он увидел в Мэнсоне незаурядные музыкальные способности. Он предложил Мэнсону и его девушкам поселиться в своём роскошном доме, что те и сделали. Уилсон оплачивал все их расходы. Мэнсон стал звездой проводимых Уилсоном вечеринок: он пел собственные песни, которых сочинил к тому времени уже около 80, необычно, завораживающе танцевал и поражал гостей своими проповедями. Благодаря Уилсону Мэнсон стал известной среди богемы Лос-Анджелеса фигурой. Кроме этого, Уилсона и посетителей его дома прельщало наличие там полуголых и всегда готовых к сексу девушек.
Мэнсон и «семья» прожили у Уилсона несколько месяцев. В доме Уилсона Мэнсон познакомился с Чарльзом «Тексом» Уотсоном[en] (Charles 'Tex' Watson), бросившим учёбу студентом из Техаса, который стал одним из самых приближенных к Мэнсону членов его общины.
В домашней студии Уилсона было сделано несколько записей песен Мэнсона. С целью продвижения музыкальной карьеры Мэнсона Уилсон познакомил его со своим другом — звёздным продюсером Терри Мэлчером. Мэлчер много раз обещал выпустить альбом Мэнсона, но обманул его и не выпустил, что нанесло Мэнсону глубочайшую обиду. Отношения Мэнсона и Уилсона стали быстро портиться. Оскорбление от Мэлчера было усугублено тем, что Уилсон взял для своей группы The Beach Boys песню Мэнсона, переделал слова и выпустил без упоминания имени Мэнсона. Речь идёт о песне Мэнсона «Cease to Exist», которую Beach Boys выпустили под названием «Never Learn Not to Love». Это вызвало скандал и драку между Уилсоном и Мэнсоном, Мэнсон достал нож, Уилсон отступил. Уилсон уехал из своего дома и попросил менеджера выдворить оттуда Мэнсона со всей его «семьёй». Мэнсон был так взбешен, что прислал потом Уилсону пулю в качестве угрозы.

### Ранчо Спэн
Ещё до пребывания в доме Уилсона «семья» на некоторое время поселилась на ранчо «Спэн» в каньоне Топанга, в 50 км от Лос-Анджелеса. После изгнания из особняка Уилсона Мэнсон с последователями поселились там окончательно. Ранчо раньше служило голливудским кинематографистам декорацией для съёмки вестернов, а теперь пребывало в запустении. На ранчо содержались лошади, которых брали напрокат. Ранчо принадлежало почти ослепшему 80-летнему Джорджу Спэну. Спэн разрешил общине Мэнсона бесплатно проживать на ранчо, если они будут чистить конюшни и следить за хозяйством. Мэнсон также назначил двух девушек ухаживать персонально за Спэном.
Вскоре «семья» уже насчитывала около 15 постоянных членов, ещё около 10-15 приезжали периодически. Мэнсон хотел видеть в общине больше мужчин. Он приказывал девушкам голосовать на шоссе и завлекать молодых мужчин на ранчо, где он предлагал им наркотики, сексуальные утехи с девушками и жизнь на природе в стиле хиппи. Таким образом на ранчо оказался Пол Уоткинс (Paul Watkins). Тогда же Мэнсон познакомился с Бобби Босолеем (Bobby Beausoleil) — начинающим музыкантом и порноактером, быстро ставшим близким другом Мэнсона. К коммуне присоединился также работник ранчо Стив «Клем» Гроган (Steve Grogan). Из девушек к «семье» тогда присоединились Сандра Гуд (Sandra Good), Лесли Ван Хаутен (Leslie Van Houten), Кэтрин Шэр (Catherine Share).
Члены «семьи» ходили по ранчо абсолютно голыми или в одних трусах, пели песни, устраивали «сексуальные оргии». В большом количестве принимались наркотики. После так называемого «кислотного трипа», то есть принятия ЛСД, по мнению Мэнсона, человек духовно умирал и перерождался, поэтому должен был принять новое имя. Так, например, Сьюзан Аткинс стала «Сэди», Патриша Кренуинкл стала «Кэти», Лесли Ван Хаутен стала «Лулу».
Большинству местных такое положение дел на ранчо не нравилось. Винди Бакли, работница ранчо, так описала в интервью общину Мэнсона: «Рядом с Мэнсоном был один сброд. Грязные маленькие шлюшки. Они были какие-то жалкие и очень странные. Все мужчины ходили с ножами. А я никогда не выходила на улицу без ружья. … Девушки не раз спрашивали меня, почему бы мне не снять лифчик и не ходить полуголой по ранчо, как они, разве я не хочу почувствовать свободу? А я отвечала им, что они не свободны, они — рабы».
Община Мэнсона жила в крайней бедности. Главное жилое помещение представляло собой барак со столом посередине и кучей матрасов вокруг, на которых спали и занимались сексом. Небольшие зарабатываемые деньги все уходили на наркотики. Некоторый заработок был и от перепродажи наркотиков, чем занимались «Текс» Уотсон и Бобби Босолей, возможно, другие тоже. Каждый день Мэнсон отправлял девушек по помойкам возле супермаркетов, чтобы они находили там выброшенные просроченные продукты. Как ни удивительно, по их отзывам позже, это обеспечивало членам «семьи» вполне удовлетворительное питание. На ранчо жили и дети, включая маленького сына Мэнсона. Первое время на ранчо казалось многим счастливым.
Несмотря на относительно благополучное начало жизни на ранчо, Мэнсон глубоко переживал обиды, нанесённые Уилсоном и, особенно, Мэлчером, буквально зациклился на этом. Впоследствии, уже будучи в заключении, Мэнсон говорил в интервью про Мэлчера: «По тюремным понятиям, если ты обещал что-то, то должен выполнить. Иначе… [показывает жест, как бы перерезающий горло] Я с этим вырос. Я не понимаю, как может быть иначе». Живя на ранчо, Мэнсон часто обвинял богатых и знаменитых людей, звёзд шоу-бизнеса, говоря, какие они лживые и лицемерные. С этого момента, как вспоминают последователи, злость на общество, которая и так была присуща Мэнсону, значительно усилилась.

### Учение Мэнсона
Об учении Мэнсона сохранились довольно противоречивые сведения, потому что члены «семьи» описывали его очень по-разному. Очевидно, что многие взгляды, такие как неприятие истеблишмента, близость к природе (Мэнсон много говорил об экологии, о том, что люди губят планету, а её надо защищать), свободный секс, «расширение сознания» при помощи наркотиков Мэнсон перенял из философии хиппи. Тем не менее, он не называл себя хиппи, по-видимому, не любил хиппи и сердился, когда его и «семью» причисляли к хиппи, что случалось постоянно. Некоторые воззрения были заимствованы из христианства. Например, Мэнсон проповедовал бедность, говорил, что материальные блага — ложная ценность, голод и телесные неудобства — лишь иллюзия, которые разум должен преодолеть. Мэнсон проповедовал всеобщую любовь как главную ценность. Кроме того, Мэнсон намекал своим последователям, что он — Христос. Он никогда прямо не называл себя Христом, но очень прозрачно намекал на это, говоря, например: «Вот уже две тысячи лет за ваши грехи страдаю…». Он также любил намекать на «скрытый смысл» своей фамилии Man-son («сын человеческий»), а под воздействием наркотиков любил стоять в позе распятого человека. Члены его группы при этом становились как бы новыми апостолами и новыми первыми христианами. Члены «семьи» утверждали, что видели исполненные им чудеса, такие как воскрешение мертвой птицы и прыжки на невозможную для человека высоту. Тем не менее, в отличие и от христианства, и от идей хиппи, Мэнсон вовсе не был противником насилия. Он утверждал, что высшее проявление любви — это отдать жизнь или убить ради любимого человека. Он говорил, что «своих» надо защищать, чего бы это ни стоило, имея в виду членов «семьи».
Годы существования «семьи» наслоились на большие общественные потрясения в жизни Америки, такие как массовые протесты молодёжи против войны во Вьетнаме и массовые беспорядки чернокожих в борьбе за свои гражданские права. Последнее произвело на Мэнсона очень большое впечатление. Он был совершенно убежден, что грядет большая расовая война, и в результате этой войны чёрная раса истребит белую. Он часто говорил это в форме пророчества. Сам он вместе с «семьёй» надеялся пересидеть войну в пустыне. У него была идея найти в калифорнийской пустыне легендарную «бездонную яму» (англ. bottomless pit) из преданий индейцев, о которой он когда-то слышал, и переждать в ней. Другая его идея была в том, что чернокожие, выиграв войну, не смогут самостоятельно управлять страной в силу природной неспособности (Мэнсон имел расистские взгляды), потому они будут искать совета у оставшихся белых людей, и тогда, как Мэнсон рассказывал последователям, они выйдут из пустыни и займут видное положение, став советниками чернокожих. Мэнсон, как говорили, воспринимал «Белый альбом» The Beatles как пророческое послание о грядущей расовой войне, он многократно прослушивал альбом, пытаясь найти скрытый смысл песен. Он воспринимал песню «Blackbird» как послание к чернокожим о восстании, а песню «Helter Skelter» воспринимал как символ апокалиптического хаоса, который установится в ходе расовой войны. Этим термином — Helter Skelter — в «семье» стало принято обозначать грядущую расовую войну.

#### Альтернативное мнение
О наличии у Мэнсона некоего развернутого псевдорелигиозного учения, а также о его якобы помешательстве на апокалиптической расовой войне было известно только со слов членов его группы, вступивших в сделку со следствием и выступивших в ходе суда на стороне обвинения. И обвиняемые, и сам Мэнсон, и оставшиеся верными ему члены «семьи» это отрицали. На суде Мэнсон также отрицал, что считал себя Христом. Согласно альтернативной версии событий, ходившей с самого начала суда, и подробно освещенной в документальном фильме Charles Manson: The Final Words (2017), Мэнсон никогда не создавал религиозного учения и, вероятно, был интеллектуально неспособен его создать. Любя «повыпендриваться» перед членами своей общины, он действительно представлял себя Христом, между песнями любил рассказывать у костра байки про грядущий апокалипсис, расовую войну и другие сумасбродные вещи, особенно когда находился под воздействием наркотиков, но сумасшедшим он не был, никакой культовой индоктринации в его группе не существовало, и религиозной сектой она не была. Все последовавшие ужасные события, согласно этой версии, имели исключительно криминальную подоплеку, а не религиозную. Религиозная же мотивация была придумана прокурором Винсентом Бульози с целью облегчения привлечения Мэнсона к ответственности за преступления, что в противном случае было бы сложно сделать ввиду его личного неучастия в убийствах. Любившего внимание Бульози, возможно, также привлекла сенсационность версии о сектантах-убийцах, которая впоследствии позволила ему написать об этом книгу-бестселлер и получить за неё значительные гонорары.

### Преступления

#### Покушение на убийство Бернарда Кроу
При покупке наркотиков «Текс» (Чарльз Уотсон) обманул чернокожего продавца наркотиков Бернарда «Лоцапоппа» Кроу. Речь шла о крупной сумме. Кроу пригрозил явиться на ранчо Спэн и расправиться со всеми его обитателями. Текс доложил об угрозе Мэнсону. Мэнсон поговорил с Кроу по телефону и договорился о встрече в квартире Кроу. 1 июня 1969 года Мэнсон явился на встречу с пистолетом, выстрелил в живот Кроу и скрылся. Кроу выжил, но Мэнсон не знал об этом. Спустя несколько дней Мэнсон увидел по телевизору репортаж, в котором говорилось об обнаружении в том районе тела убитого члена «Чёрных пантер», афроамериканской леворадикальной организации, продвигавшей идеи вооружённой борьбы с белыми. Ошибочно посчитав, что речь в репортаже шла о теле Кроу, Мэнсон стал опасаться мести со стороны «Чёрных пантер». Это стало толчком для активной военизации коммуны. «Семья» начала скупать оружие, Мэнсон стал учить последователей, юношей и девушек, обращаться с ним, стрелять, использовать нож. Были приняты меры для укрепления лагеря на ранчо Спэн, организовано дежурство с оружием и патрулирование ранчо по ночам. «Семья» также сблизилась с байкерской группировкой Straight Satans («Чистые дьяволы»), надеясь на их защиту от «Чёрных пантер».

#### Убийство Гари Хинмана
В конце июля 1969 Бобби Босолей купил у своего знакомого Гари Хинмана наркотик мескалин, который затем был перепродан группе байкеров Straight Satans. Байкеры оказались недовольны качеством наркотика или просто решили получить его бесплатно и стали требовать у Босолея вернуть деньги за мескалин обратно. Отношения с байкерами были очень важны для «семьи» ещё потому, что те согласились обеспечивать защиту от «Чёрных пантер», а теперь договор о защите оказался приостановлен. Босолей и две женщины из «семьи» — Сьюзан «Сэди» Аткинс и Мэри Браннер — отправились в дом Хинмана, чтобы потребовать назад деньги. Встретивший их Хинман отказался возвращать деньги. Босолей начал угрожать ему пистолетом. Возникла потасовка, пистолет выстрелил, но никто не был ранен. Начались переговоры. Кто-то из женщин, не сказав Босолею, позвонил Мэнсону на ранчо. Хинман был готов отдать Босолею две старые машины в счёт уплаты, и Босолей уже готов был их принять, когда в дом пришёл Мэнсон с японским мечом в руках, а также Брюс Дэвис. Едва вступив в комнату, Мэнсон с ходу ударил или полоснул Хинмана мечом по голове, чем сильно рассек ему щеку и отрезал часть уха. У Хинмана началось сильное кровотечение. Мэнсон так и не добился возврата денег. Хинман говорил, что денег у него уже нет. Мэнсон и Дэвис уехали, Босолею было приказано добиваться возврата денег до конца. На протяжении двух последующих дней Хинмана пытали. Он просил отвезти его в больницу, но Босолей отказывал. В конце концов Босолей позвонил Мэнсону и спросил, что делать дальше. Ответ Мэнсона был: «Ты сам знаешь, что делать…» Босолей, Аткинс и Браннер напали на обессилившего Хинмана и убили его: женщины душили его подушкой, а Босолей нанёс ему два удара ножом в грудь, от чего тот скончался. Напоследок Босолей написал на стене «POLITICAL PIGGY» («политическая свинья») и кровью Хинмана нарисовал знак «лапы», бывший эмблемой «Чёрных пантер» — таким образом предполагалось свалить вину на «Чёрных пантер» и вызвать против них волну общественного негодования.
Из дома Хинмана Босолей уехал на его автомобиле, и пользовался им, пока 6 августа 1969 года не был задержан в нём и арестован. Прямо в багажнике был обнаружен окровавленный нож, которым был убит Хинман.

#### Убийство Шэрон Тейт и её гостей
8 августа 1969 года четверо членов «семьи» по приказу Мэнсона совершили жестокое убийство пятерых человек в доме по адресу Сьело-драйв, 10050; сам Мэнсон был в это время на ранчо и участия в убийстве не принимал. Точнее говоря, приказ Мэнсона в какой-то форме был отдан только Тексу Уотсону, остальным — Сьюзан Аткинс, Патрише Кренуинкл и Линде Касабиан — было приказано делать то, что скажет Уотсон. Взяв с собой несколько ножей, один пистолет и верёвку, они сели в жёлтый «Ford» 1969 года и отправились по указанному адресу.
В этом доме ранее проживал Терри Мэлчер, но за месяц до этого съехал. Мэнсон не скрывал злобу на Мэлчера после того, как сорвалась запись его альбома. По утверждению прокурора Винсента Бульози на суде, Мэнсон приказал устроить бойню в доме, чтобы свалить все на «Чёрных пантер», вызвать у людей ненависть к ним и таким образом ускорить начало межрасовой войны, которой Мэнсон, по утверждению Бульози, желал. А дом Мэлчера, по мнению Бульози, был выбран потому, что он символизировал для Мэнсона богатые слои общества, которые тот возненавидел. Мэнсон на суде все это отрицал. Вне суда высказывалось также предположение, что Мэнсон не знал, что Мэлчер съехал, и хотел его смерти, направляя в дом убийц, однако существует свидетельство фотографа Шэрон Тэйт, что Мэнсон заходил и поэтому точно знал, что Мэлчер съехал.
Текс и женщины подъехали к дому, Текс залез на столб и перерезал телефонные провода, затем все перелезли через ограду. В это время к дому подъехал белый автомобиль, за рулём которого сидел восемнадцатилетний Стивен Пэрент — он приехал к приятелю, следившему в доме за хозяйством и жившему в гостевом домике. Когда машина остановилась, Текс подошёл и застрелил Пэрента. После этого Касабиан оставили караулить у ворот, а остальные отправились в дом. Текс осторожно влез через окно, открыл дверь и впустил остальных. В доме находились четыре человека: жена кинорежиссёра Романа Полански киноактриса Шэрон Тейт, которая была на последней неделе беременности, её друг и бывший любовник, знаменитый стилист причесок Джей Сэбринг, друг Полански писатель Войцех Фрайковски, по предположению полиции, активно вовлеченный в наркоторговлю и девушка Фрайковски — Эбигейл Фолджер — наследница крупного состояния кофейного магната. Нападавшие потребовали отдать им все имевшиеся деньги. Джей Себринг, обладавший чёрным поясом по карате, попытался сопротивляться, но Уотсон застрелил его. Фрайковски бросился бежать, но во дворе Уотсон настиг его, жестоко избил рукоятью пистолета, от чего от пистолета даже откололись части, затем застрелил и добил ножом. В это время Фолджер бросилась бежать через заднюю дверь, но её догнала Кренуинкл, напрыгнула на неё сзади, свалила и убила, нанеся множество ножевых ранений. Тейт умоляла пощадить её и ребёнка, но убийцы не остановились. Тейт была повешена на балке в гостиной, а затем Аткинс взяла нож и начала бить им Тейт, в том числе нанося удары прямо в живот, где находился плод. Когда все жертвы были мертвы, Аткинс, следуя указаниям Мэнсона, взяла окровавленное полотенце и написала им на двери слово «PIG» (с англ. — «свинья»; хотя обычно под этим словом на сленге понимали полицейских, внутри «семьи» это слово имело другой смысл, обозначая богатых и влиятельных членов общества — в этом смысле это слово использовалось в песне «Piggies» в «Белом альбоме» Битлз). Всего в ходе нападения жертвам было нанесено 102 ножевых ранения.
Вернувшись на ранчо, они застали Мэнсона с женщиной, танцующих голыми в свете луны. Никого из своих жертв нападавшие не знали, их имена они услышали на следующий день, смотря сюжет об убийствах в новостях по телевидению. Мэнсон спросил их, не испытывают ли они раскаяния, на что те ответили, что нет.
Убийство вызвало шок в Лос-Анджелесе и попало в новостные выпуски всех общенациональных телесетей, средства массовой информации уделяли ему огромное внимание. Город, который в то время считался относительно благополучным в плане преступности, где во многих районах не было принято закрывать на ключ входные двери, оказался объят страхом. В городе значительно увеличились продажи оружия, многие известные и состоятельные люди начали нанимать охрану. По мнению местных репортеров, данное убийство навсегда изменило атмосферу в Лос-Анджелесе.

#### Убийство семьи Ла-Бьянка
На следующий день после резни в доме Шэрон Тэйт, 9 августа, было совершено ещё одно, двойное, убийство. На этот раз поехал и Мэнсон, вместе с Уотсоном, Касабиан, Кренуинкл, Аткинс, Клемом Гроганом и Лесли Ван Хаутен.
По заявлению на суде Линды Касабиан, заключившей сделку со следствием и выступавшей свидетельницей обвинения, вся группа несколько часов кружила по городу, выбирая случайных жертв. По её заявлению, ей было предложено убить своего знакомого, но она намеренно постучала не в ту дверь, чтобы избежать его убийства. По её словам, группа даже была готова устроить резню в церкви, но та в поздний час оказалась закрыта. Как утверждала Касабиан, окончательный выбор жертв оказался случайным.
Группа остановилась у частного дома, принадлежавшего владельцам сети небольших магазинов — Лено и Розмари Ла-Бьянка. Мэнсон и Текс проникли в дом, напали на хозяев, связали их и заткнули им рты. После этого сам Мэнсон, Аткинс, Касабиан и Гроган уехали, а Кренуинкл и Ван Хаутен присоединились к Тексу. Текс убил Лено Ла-Бьянка. Наверху в спальне Ван Хаутен и Аткинс пытались убить Розмари, но та вырвалась. Пришедший на помощь Текс помог свалить Розмари Ла-Бьянка, после чего Ван Хаутен убила её ножом. На животе Лено Ла-Бьянка было ножом вырезано слово «WAR» (с англ. — «война»). На стенах дома кровью жертв были нанесены надписи «RISE» (с англ. — «восстание»), «DEATH TO PIGS» (с англ. — «смерть свиньям»), на холодильнике Аткинс с ошибкой написала «HEALTER SKELTER». Перед нападением Мэнсон просил её написать в доме «что-нибудь ведьминское» (англ. "something witchy").

#### Убийство Дональда «Шорти» Ши
Примерно в то же время, когда произошли резня в особняке Шэрон Тэйт и убийство семьи Ла-Бьянка, полиция стала подозревать «cемью» в серии угонов автомобилей. Угоны действительно имели место, по заказу «cемьи» байкеры из Straight Satans переделывали угнанные автомобили и багги, на которых члены «семьи» любили гонять по округе. 16 августа 1969 года на ранчо был проведён обыск и изъяты все находившиеся там оружие, автомобили и багги, а Мэнсон и другие члены «семьи» арестованы. Вскоре после ареста выяснилось, что обыск был проведен не в дату, определённую в ордере, из-за чего обыск был признан незаконным, члены «семьи» отпущены, а их имущество возвращено. После освобождения Мэнсон решил, что один из работавших на ранчо людей — Дональд «Шорти» Ши — навел полицию на их ранчо. Вероятно, он сделал это, поскольку ему заплатил за это владелец соседнего ранчо, которому надоело соседство с «семьёй». Ночью Уотсон и Гроган убили Ши, расчленили труп и закопали его части.

#### Расследование
Как ни удивительно, убийства долгое время не могли связать между собой. Хотя детективы, работавшие над убийством Хинмана, сообщали о схожести почерка убийства Хинмана с убийствами на Сьело-драйв, их сообщения расследователями убийства Тейт были проигнорированы. Убийства в доме Тейт, по мнению полиции, явились следствием «разборок» из-за торговли наркотиками, чем, по их мнению, занимался Войцех Фрайковски и, возможно, также Джей Сибринг. Убийство четы Ла-Бьянка также не было вовремя связано с убийствами на Сьело-драйв. Следователи полагали, что в доме Ла-Бьянка надписи были нанесены для отвлечения внимания, чтобы пустить полицию по ложному следу — следу убийц из Сьело-драйв, а истинной причиной убийства Ла-Бьянка они считали ограбление.

#### Бегство в пустыню и арест
После рейда полиции на ранчо Спэн Мэнсон решил срочно покинуть его. Одна из членов «семьи» предложила ранчо своей бабушки под названием Баркер в пустыне недалеко от Долины Смерти. «Семья» спешно туда перебралась. Уотсон уехал на свою родину в Техас. Однако спустя несколько месяцев и на новое ранчо приехала полиция. Мэнсон и члены «семьи» были арестованы по подозрению в краже автомобилей и поджоге экскаватора. Мэнсон пытался избежать ареста, спрятавшись в шкафчике под раковиной. К этому времени уже всем членам общины было известно о совершенных убийствах, некоторые бежали с ранчо.
Находясь в заключении, Сьюзен Аткинс похвасталась сокамернице, что это она убила Шэрон Тейт. Сокамерница, арестованная за проституцию, немедленно сообщила об этом властям. Таким образом следствие вышло на группу Мэнсона. Почти одновременно с этим властям сдалась бежавшая с ранчо Линда Касабиан. В обмен на отказ от уголовного преследования она согласилась стать ключевым свидетелем обвинения на суде.

## Суд

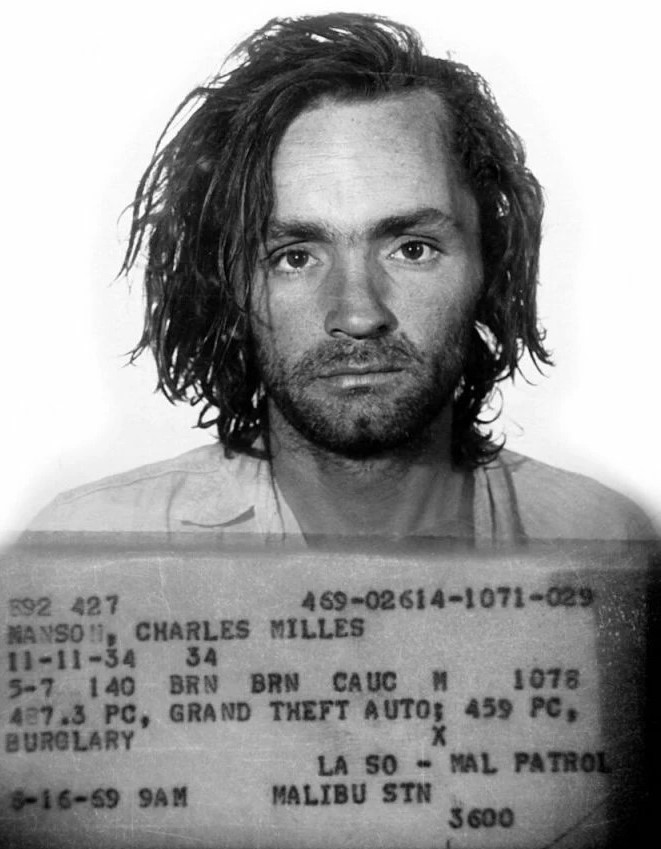

Суд над Мэнсоном и «семьёй», затянувшийся на девять месяцев, начался 15 июня 1971 года и стал одним из самых громких в истории Америки. Свою причастность к убийствам Мэнсон отрицал, говоря, что члены «семьи» не делали ничего, чего бы они сами не хотели. Легитимность суда он не признавал, говоря: «Это ваш суд, а не мой». Во время суда он много дурачился, отвечал вопросом на вопрос, говорил загадками. Он хотел защищать себя сам, но судья не разрешил, настояв на назначении адвоката. На суде Мэнсон упрекал общество и за свою судьбу, и за случившиеся убийства.

«Вы едите мясо и уничтожаете то, что лучше, чем вы, а потом вы говорите какие плохие у вас дети, даже называете их убийцами. Вы сделали детей такими. … Эти дети, которые идут на вас с ножами, — это ваши дети. Вы учили их. Я их не учил. Я только помог им встать на ноги. … Большинство людей на ранчо, которых вы называете „Семьёй“ — это люди, которых вы не хотели, люди на обочине, которых выгнали их родители, которые не хотели попасть в тюрьму для подростков. А я сделал все от меня зависящее, я собрал их на моей свалке и сказал им, что в любви нет ничего неправильного.»Оригинальный текст (англ.)You eat meat and you kill things that are better than you are, and then you say how bad, and even killers, your children are. You made your children what they are. ... These children that come at you with knives. they are your children. You taught them. I didn’t teach them. I just tried to help them stand up. ... Most of the people at the ranch that you call the Family were just people that you did not want, people that were alongside the road, that their parents had kicked out, that did not want to go to Juvenile Hall. So I did the best I could and I took them up on my garbage dump and I told them this: that in love there is no wrong. 

Я сын тюрьмы. Я сын вашей системы. … Я — то, что вы из меня сделали. Я — ваше отражение.
Оригинальный текст (англ.)My father is the jailhouse. My father is your system. ... I am only what you made me. I am only a reflection of you. 
Обвинения в убийствах в ходе данного суда были также предъявлены Кренуинкл, Аткинс и Ван Хаутен. Уотсон, уехавший в Техас, ожидал депортацию оттуда и не был судим вместе с Мэнсоном и остальными. Обвиняемые женщины, по настоянию адвокатов, отказались от дачи показаний. На всем протяжении суда они старались вести себя весело и непринужденно, что вызывало в обществе ещё большее раздражение.
За разработку линии обвинения отвечал заместитель окружного прокурора Винсент Бульози. Он выбрал сенсационную тактику, решив обвинить Мэнсона в создании деструктивной секты апокалиптического типа, члены которой, находясь разумом во власти Мэнсона, совершали преступления по религиозным мотивам, желая вызвать межрасовую войну, в которой погибнут все белые люди, кроме группы Мэнсона. По законам Калифорнии того времени все участники заговора с целью совершения преступления несли равную ответственность за совершенные в итоге преступления. Такая тактика обвинения позволяла Бульози легко связать Мэнсона с преступлениями и запросить для него смертную казнь. В противном случае, как говорил потом Бульози, связать Мэнсона с преступлениями и привлечь его к ответственности было бы крайне сложно, поскольку он не присутствовал на месте преступлений непосредственно во время убийств.
Главную роль в обвинении сыграли показания Линды Касабиан, которая в подробностях описала преступления «семьи», заключив сделку с Бульози в обмен на снятие с неё всех обвинений.
В период судебных разбирательств Мэнсон и другие члены «семьи» вырезали у себя на лбу косые кресты в знак того, что они вычеркнули себя из общества и общество вычеркнуло их. Затем Мэнсон и члены «семьи» обрили себе головы. Позднее, уже во время заключения, Мэнсон превратит свой крест на лбу в свастику с концами лучей, загнутыми в правую сторону.
Во время одного из заседаний Мэнсон вышел из себя и попытался напасть на судью, но был остановлен приставами.
Все время разбирательств оставшиеся верными Мэнсону члены «семьи» сидели возле здания суда, они давали интервью и всячески поддерживали Мэнсона. По словам Бульози, они даже угрожали ему на автостоянке. Члены семьи также были обвинены в отравлении ЛСД одной из девушек, которая хотела дать показания против Мэнсона. Загадочным образом погиб во время суда адвокат Лесли Ван Хаутен, Рональд Хьюз, который ранее был также назначенным адвокатом Мэнсона, но Мэнсон отказался от него. Спустя пять месяцев были обнаружены фрагменты расчленённого тела Хьюза. Это убийство не было раскрыто; существуют предположения, что к нему были причастны «девочки Мэнсона» — находившиеся на свободе женщины из состава «семьи».
Под конец суда, предположительно получив записку от Мэнсона, обвиняемые женщины заявили, что убийства в доме Тейт и Ла-Бьянка были совершены ими с целью пустить полицию по ложному следу в деле убийства Хинмана и отвести подозрение от Босолея, а Мэнсон к убийствам непричастен.
Жюри присяжных долго совещалось, но в итоге все четверо обвиняемых были приговорены к смертной казни. Вскоре к смертной казни был приговорен и Уотсон. Брюс Дэвис и Стив Гроган также были приговорены к смерти. Казнь всем осужденным членам «семьи» была заменена на пожизненное заключение в результате того, что в Калифорнии смертная казнь в 1972 году была признана неконституционной. Мэри Браннер уже находилась в заключении на момент убийств и не была осуждена за них.
Из членов «cемьи» Линетт Фромм и Сандра Гуд были осуждены позже за другие преступления.
Мэнсон и Аткинс скончались в заключении.

### Альтернативное объяснение мотивов преступлений
Сразу после начала суда тактика Винсента Бульози и предъявляемые им Мэнсону обвинения вызвали большое недоверие части общества. При всей своей сенсационности, такое объяснение событий многим людям не казалось правдоподобным. Чарльз Мэнсон совершенно не напоминал религиозного лидера. Он был необразованным, не производил впечатление высокоинтеллектуального человека, совсем не был красноречивым, во время суда много дурачился, порой даже производя впечатление сумасшедшего. Также было очевидно нелогичным, что он, будучи открытым расистом и не любя чернокожих, зачем-то хотел вызвать межрасовую войну, в которой были бы уничтожены все белые люди. На этом фоне часто высказывалась альтернативная версия мотивов произошедших событий, подробно представленная в документальном фильме Charles Manson: The Final Words (2017), согласно этой версии все преступления имели исключительно криминальную подоплеку и не были результатом создания апокалиптического культа.
Согласно этой версии, базировавшейся на изначальных выводах полиции Лос-Анджелеса, случившиеся преступления стали результатом проблем, вызванных торговлей наркотиками, и неудачных попыток решить эти проблемы, заставивших «семью» идти на все новые и более ужасные преступления. Все началось с покушения на Бернарда Кроу. Будучи уверен в его смерти и в том, что он был членом «Чёрных пантер», Мэнсон очень испугался мести «Чёрных пантер» и был вынужден обратиться за защитой к байкерской группировке Straight Satans, в которой видел единственное спасение для «семьи». Но договор о защите оказался нарушен в результате истории с некачественными наркотиками от Хинмана. Мэнсон был вынужден принимать жёсткие меры для возвращения денег — так оказался убит Гари Хинман, а Босолей, ближайший друг Мэнсона, оказался в тюрьме. Мэнсон хотел вызволить его, а также боялся, что Босолей начнет говорить и выдаст Мэнсона и «семью». Нападение на дом Тейт, таким образом, имело двоякую цель: ограбление, с целью вернуть деньги байкерам, и отвод подозрений от Босолея. Имитируя почерк убийц Хинмана (одновременное использование ножей и пистолета, жестокость, надписи кровью на стенах), Мэнсон хотел убедить следствие, что убийцы Хинмана ещё на свободе. Последний мотив Аткинс, Кренуинкл и Ван Хаутен фактически подтвердили в конце судебного разбирательства. Достоверно известно, что после резни в доме Тейт Мэнсон отправил записку Босолею в тюрьму со словами: «Теперь уже все в порядке, только молчи». Выбор дома Тейт не был случайным. Во-первых, Мэнсон, бывая там, хорошо знал планировку этого дома, что было удобно для организации преступления. Во-вторых, по показаниям фотографа Тейт, он наведывался туда после отъезда Мэлчера, незадолго до преступления, желая заключить сделку с Фрайковски и Сибрингом по продаже наркотиков, но что-то пошло не так. Может быть, между ними и Мэнсоном возникла ссора. Мэнсон мог думать, что в доме находится крупная сумма денег.
Не сумев украсть деньги в ходе налета на дом Тейт, Мэнсон решает сразу предпринять вторую попытку ограбления. Дом Ла-Бьянка также был выбран неслучайно: Мэнсон бывал у своего приятеля в доме прямо по соседству с Ла-Бьянка, где часто проводились вечеринки. Однажды Ла-Бьянка даже вызвали полицию из-за шума на вечеринке, тогда Мэнсону и остальным пришлось разойтись. Мэнсон знал, что Ла-Бьянка зажиточные люди и подозревал, что какие-то деньги имеются у них в доме. Его быстрый отъезд из дома Ла-Бьянка перед убийством был, вероятно, связан именно с тем, что он получил от них деньги, и тут же повез их байкерам Straight Satans для возобновления договора о защите. В пользу этой версии говорит тот факт, что кошелек с документами Ла-Бьянка Мэнсон и Касабиан выбросили той ночью в непосредственной близости от «штаб-квартиры» Straight Satans. Надписи же в доме Ла-Бьянка были снова нанесены с целью отвести подозрение от Босолея в убийстве Гари Хинмана. Убийство же Дональда Ши стало результатом мести Мэнсона и «семьи» за наводку полиции.

## Тюремное заключение
Мэнсона часто называли самым известным заключённым Америки, даже в тюрьме к нему не ослабевало внимание. На свободе у него было много поклонников, ему писали в тюрьму много писем.

### Интервью
За время тюремного заключения Мэнсон пять раз давал интервью; некоторые из этих интервью были удостоены наград:
- В 1979 году Мэнсона несколько раз посетил журналист Нуэль Эммонс. Взятые им интервью были положены в основу книги, вышедшей в 1986 году, «Чарльз Мэнсон: подлинная история жизни, рассказанная им самим».
- 13 июня 1981 интервью журналисту Тому Снайдеру[англ.] для его шоу «Tomorrow Coast to Coast[англ.]» на канале NBC; когда Мэнсон давал его, на его лбу был уже не косой крест, а свастика. Награда: интервью года.
- 7 марта 1986 интервью Чарли Роузу для CBS News Nightwatch. Награда: премия «Эмми» в номинации «Лучшее интервью» за 1987 год.
- В 1988 году интервью Джеральдо Ривере для специального журналистского расследования о сатанизме.
- В 1989 году интервью Николаю Шреку для документального фильма «Чарльз Мэнсон — суперзвезда» (англ. «Charles Manson Superstar»). Шрек пришёл к выводу, что Мэнсон притворялся сумасшедшим и никогда им не был.

### Покушение
25 сентября 1984 года, находясь в тюрьме, Мэнсон был атакован другим заключённым — Яном Холмстрёмом, который облил его растворителем и поджёг, в результате чего Мэнсон получил ожоги второй и третьей степеней 18 % тела, преимущественно лица и головы. Холмстрём утверждал, что Мэнсону надоело, что он поет в камере кришнаитские мантры, и Мэнсон стал угрожать ему, и это побудило его к нападению.

### Попытка женитьбы
7 ноября 2014 года 80-летнему Мэнсону было выдано разрешение на заключение брака с 26-летней Афтон Элейн Бёртон, также известной как Стар. Этот брак не был зарегистрирован, так как выяснилось, что Бёртон затеяла это лишь для того, чтобы извлечь материальную выгоду: после смерти Мэнсона она намеревалась на правах жены получить его труп, бальзамировать, поместить в стеклянный саркофаг и выставить на обозрение в Лос-Анджелесе с целью привлечения туристов.

## Смерть
3 января 2017 года газета Los Angeles Times сообщила, что Мэнсон тяжело болен; состояние его было настолько серьёзным, что его не оставили в тюремной больнице, а вывезли за пределы тюрьмы и поместили в обычную больницу. В середине ноября 2017 года он был вновь госпитализирован. Чарльз Мэнсон скончался, находясь в больнице, 19 ноября 2017 года, на 84 году жизни. Тело было кремировано, прах развеян в неизвестном месте.

## Дальнейшая судьба членов «cемьи»

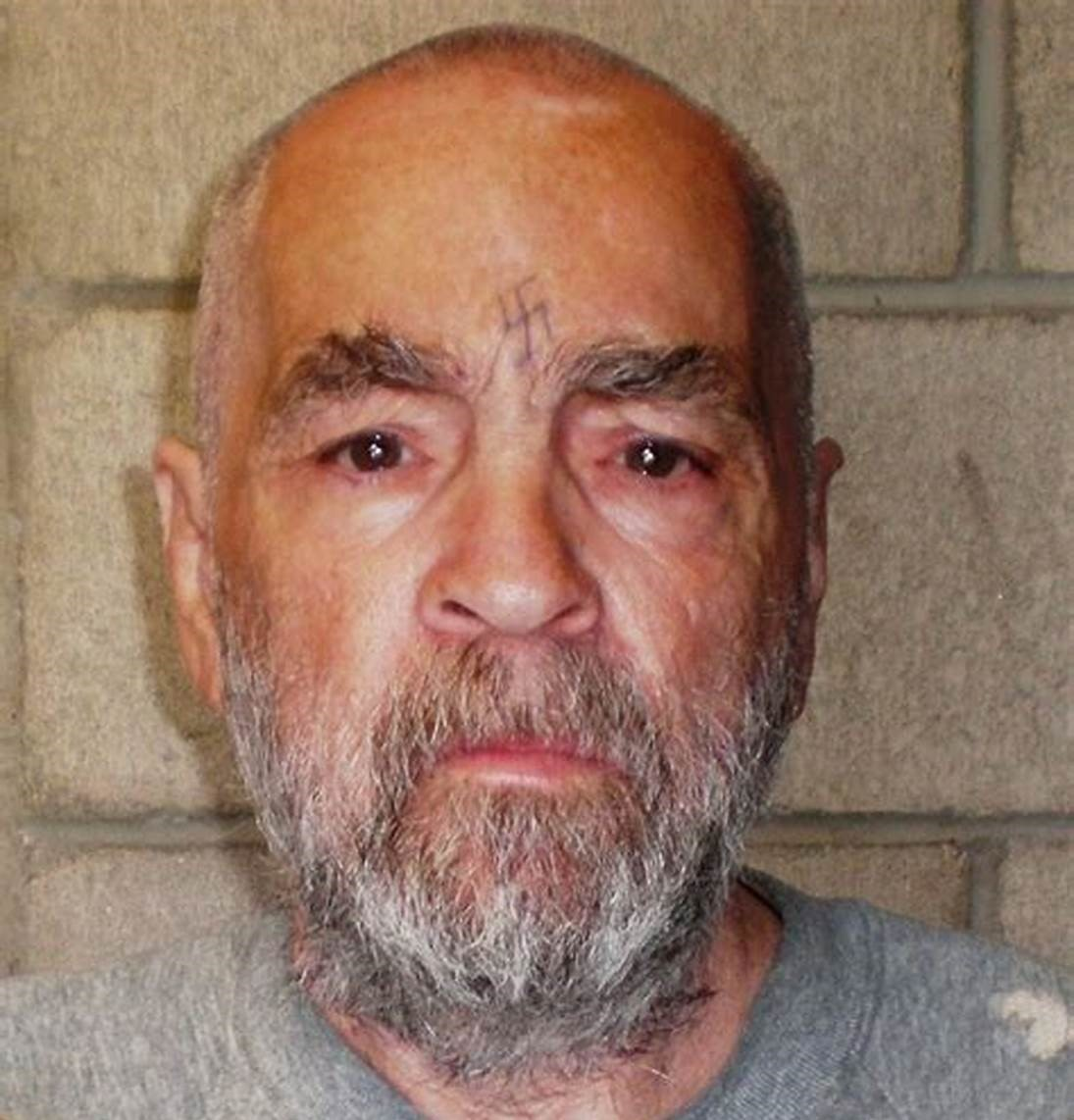
Чарльз Мэнсон, 2009 год

За убийства, совершённые «Семьёй», семеро участников (кроме самого Мэнсона) — Сьюзан Аткинс, Патриция Крэнуинкел, Лесли ван Хаутен, Бобби Босолей, Чарльз Уотсон, Брюс Дэвис и Стив Гроган — были приговорены к смертной казни, заменённой на пожизненное заключение, Мэри Браннер уже находилась в заключении и не была осуждена за преступления «Семьи», Линетт Фромм и Сандра Гуд были осуждены позже за другие преступления. В настоящий момент (сентябрь 2020 года) все они, кроме Аткинс и самого Мэнсона, живы; Гроган и Хаутен, осуждённые на пожизненное заключение, вышли на свободу в 1985 и 2023 году соответственно; Браннер, Фромм и Гуд также находятся на свободе, остальные продолжают отбывать наказание.

### Участники резни в доме Шэрон Тейт и убийства супругов Ла-Бьянка

#### Женщины
Сьюзан Аткинс, Патрисия «Кэти» Кренуинкел и Лесли Ван Хаутен были направлены в Калифорнийское учреждение для женщин в городе Чино.
Сьюзан Аткинс, находясь в заключении, дважды выходила замуж, стала христианкой и написала автобиографию под названием «Child of Satan, Child of God». Её второй муж организовал сайт в её поддержку. В марте 2008 года она попала в тюремную больницу с диагнозом рак головного мозга. 2 сентября 2009 года Сьюзан Аткинс в тринадцатый раз отказали в досрочном освобождении, а спустя три недели, 24 сентября, на 62 году жизни, она скончалась.
Патрисия Кренуинкел по мере возможности ведёт активную жизнь в тюрьме. В июне 2017 года ей в четырнадцатый раз отказали в условно-досрочном освобождении. В мае 2022 года Кренуинкел получила УДО, но в октябре оно было отменено губернатором Калифорнии Гэвином Ньюсомом, который заявил, что Кренуинкел всё ещё представляет опасность для общества.
Лесли Ван Хаутен, находясь в заключении, получила степень магистра и постоянно боролась за освобождение, в чём ей было многократно отказано. 9 января 2018 года было отклонено её 21-е прошение. 31 января 2020 года в СМИ появилась информация о том, что комиссия по условно-досрочному освобождению одобрила её очередное прошение; это решение вступит в силу, если будет одобрено губернатором Калифорнии Гэвином Ньюсомом. Сестра Шэрон Тейт, Дебра, заявила, что категорически не согласна с заключением комиссии о помиловании и надеется, что губернатор не позволит Ван Хаутен выйти на свободу. В ноябре 2020 года Ньюсом отклонил прошение, заявив, что 71-летняя Ван Хаутен всё ещё представляет для общества неоправданную опасность.
30 мая 2023 года Апелляционный суд Лос-Анджелеса отменил решение Ньюсома об отказе в условно-досрочном освобождении Ван Хаутен, и она стала первым членом семьи Мэнсона, в пользу которого суд вынес решение о рекомендации к условно-досрочному освобождению. 7 июля Ньюсом объявил, что не будет подавать апелляцию в Верховный суд Калифорнии о блокировании её УДО, что открыло путь к её освобождению. Ван Хаутен была условно-досрочно освобождена 11 июля 2023 года.
К 2020 году Кренуинкел и Ван Хаутен провели за решёткой 50 лет.
Линда Касабиан, поскольку она была только наблюдателем, в конечном итоге заключила сделку об иммунитете в обмен на свидетельские показания. На её судьбу повиляло и то, что она была единственным арестованным членом «семьи», кто на суде выразил полное раскаяние (во время следственного эксперимента в доме Тейт у неё случился нервный срыв), а сама Касабиан настаивала на том, что была запугана Мэнсоном. Поскольку именно её показания поспособствовали обвинительным приговорам, то все члены «семьи» возненавидели её (Мэнсон во время дачи её показаний демонстративно проводил пальцем по горлу, а Сьюзан Аткинс постоянно кричала «Ты убиваешь нас!»). После суда Касабиан оборвала все связи с «семьёй» и уехала в Нью-Гэмпшир, хотя некоторое время она оставалась под пристальным наблюдением полиции и несколько раз её вызывали на повторные слушанья против других членов «семьи». Всю последующую жизнь у Касабиан неоднократно возникали стычки с законом из-за нарушения правил дорожного движения и хранения наркотических веществ. Она очень редко давала интервью. В конце 1980-х Касабиан под фамилией Чиочиос поселилась в Такоме в штате Вашингтон, где и умерла 21 января 2023 года в возрасте 73 лет.

#### Мужчины
Бобби Босолей находится в Тюрьме штата Орегон в городе Салем, штат Орегон. Находясь в заключении, он женился и стал отцом четверых детей. Также он занимается музыкой и вместе с женой поддерживает свой веб-сайт. Его последнее прошение о досрочном освобождении было подано в январе 2019 года, а в апреле было отклонено.
Чарльз Уотсон содержался в Калифорнийской мужской колонии в городе Сан-Луис-Обиспо до 1993 года, когда он был переведён в тюрьму Мьюл-Крик в Ионе, Калифорния, а затем в тюрьму Сан-Диего Ричард-Джей-Донован, где и находится в настоящий момент. В тюрьме он стал христианским активистом и студентом-капелланом. Написал автобиографию под названием «Will You Die For Me?». В 1979, находясь в заключении, он женился на Кристин Джоан Сведж, после чего у них родилось четверо детей (трое мальчиков и одна девочка). В 2003 году Сведж развелась с Уотсоном и вышла замуж за другого мужчину, но сохранила с ним дружеские отношения. Последнее прошение (18-е по счёту) о досрочном освобождении Уотсон подавал в октябре 2021 года, но получил отказ.
Брюс Дэвис отбывает наказание в Калифорнийской мужской колонии в городе Сан-Луис-Обиспо, там же, где ранее содержался Чарльз Уотсон. Будучи заключённым, он стал христианином и получил докторскую степень по философии религии. В 2010 году комиссия по условно-досрочному освобождению решила, что Дэвиса можно освободить, но тогдашний губернатор Калифорнии Арнольд Шварценеггер отменил это решение. В октябре 2012 года появлялись сведения, что он может выйти на свободу после 27-го прошения, однако все последующие прошения были отклонены сменившим Шварценеггера на посту губернатора Эдмундом Брауном-младшим. Слушание последнего прошения состоялось в 2021 году, но оно было отклонено.
Стив Гроган после осуждения был этапирован в тюрьму «Deuel Vocational Institutions». Он сотрудничал с полицейскими в поисках останков Дональда Ши и был досрочно освобождён в 1985 году.

### Прочие

#### Мэри Браннер
Мэри Браннер не участвовала в убийствах в резне в доме Тейт и убийстве супругов Ла-Бьянка, так как к этому моменту уже находилась в тюрьме за мошенничество с кредитными картами. Она пошла на сделку со следствием и свидетельствовала против «Семьи», но вскоре пожалела о своём решении и стала участницей группировки, планировавшей захватить пассажирский самолёт, потребовать освобождения Мэнсона и других осуждённых членов «Семьи» и убивать по одному пассажиру каждый час, пока требования не будут выполнены. Для захвата самолёта группировке необходимо было оружие, которое они намеревались похитить из магазина спортивных товаров; во время попытки похищения они были схвачены полицией. Браннер была осуждена и провела в тюрьме 6 лет. В 1977 году она вышла на свободу, после чего восстановила опеку над Валентином Майклом, поменяла имя и переехала жить на Средний Запад.

#### Линетт «Сквики» Фромм
Линетт «Сквики» Фромм, одна из самых преданных последовательниц Мэнсона, оставалась на свободе до 5 сентября 1975 года, когда, находясь в парке Сакраменто, направила пистолет на прогуливавшегося президента США Джеральда Форда. Она была тут же обезврежена агентом Секретной службы Ларри Буендорфом. На суде Фромм отказалась сотрудничать с собственной защитой, была признана виновной в совершении попытки покушения на президента и приговорена к пожизненному заключению.
Во время отбывания заключения содержалась в различных учреждениях. В 1979 году она была помещена в Федеральное исправительное учреждение в городе Дублине, штат Калифорния, где напала с молотком на другую заключённую. В декабре 1987 года, когда до неё дошёл ложный слух, что Мэнсон якобы умирает от рака, она совершила побег из Федерального тюремного лагеря в Олдерсоне, штат Западная Виргиния. Спустя два дня её поймали и поместили в Федеральный медицинский центр (тюрьму) Карсвелл в городе Форт-Уорт, штат Техас, где она содержалась вплоть до освобождения в 2009 году. С 1985 года она неоднократно подавала прошения о досрочном освобождении, но каждый раз получала отказ. В июле 2008 года очередное прошение было удовлетворено, однако из-за побега её освободили лишь 14 августа 2009 года.
После освобождения Линетт Фромм проживает в городе Марси, штат Нью-Йорк.

#### Сандра Гуд
Сандра Гуд, будучи ярой последовательницей философии Мэнсона о сохранении экологического баланса — ATWA (Air, Trees, Water, Animals), совместно со Сьюзан Мёрфи разослала «корпоративным загрязнителям» — исполнительным директорам и главам предприятий, загрязняющих окружающую среду — 170 писем, содержавших угрозы смертью. За это 13 апреля 1976 года она была осуждена на десять лет лишения свободы.
В начале декабря 1985 года была условно-досрочно освобождена, после чего оставалась преданной идеям ATWA и утверждала, что Мэнсон не был причастен к убийствам, за которые был осуждён. По условиям освобождения она не имела права вернуться в Калифорнию и переехала в Вермонт, где до 1989 года жила относительно тихо под именем Сандра Коллинз, но спустя некоторое время из-за выступлений в поддержку Мэнсона её личность была раскрыта. Как только условный срок закончился, она переехала в Калифорнию, в город Хэнфорд, чтобы находиться как можно ближе к месту заключения Мэнсона. 26 января 1996 года вместе с Джорджем Стимсоном она создала веб-сайт с адресом atwa.com в поддержку Мэнсона. В 2011 этот сайт был ликвидирован, а доменное имя выставлено на продажу. После этого, по неподтверждённым данным, она уехала из Хэнфорда; более она никогда не делала открытых заявлений в поддержку Мэнсона. В 2014 году Стимсоном была выпущена книга '«До свидания, Хелтер Скелтер», в которой утверждается, что вердикт суда по отношению к Мэнсону был несправедливым.
Гуд и Фромм были единственными последователями Мэнсона, остававшимися верными ему вплоть до его смерти.

## Потомки Мэнсона
- Джей Уайт (Чарльз Майлз Мэнсон-младший) (апрель 1956, Калифорния — 29 июня 1993, Колорадо) — сын Мэнсона и Розали Джин Уиллис, родившийся, когда Мэнсон отбывал первый взрослый тюремный срок. В дальнейшем поменял имя на Джей Уайт, взяв фамилию второго мужа матери. В 1993 году умер от нанесённого себе же огнестрельного ранения. Хотя его мотив никогда не был официально подтверждён, его сын, Джейсон Фримен, в 2012 году заявил, что его отец покончил с собой, потому что не смог вынести чувства вины из-за своего происхождения.
- Чарльз Лютер Мэнсон (род. 10 апреля 1963 года) — сын Мэнсона и Леоны Стивенс, родившийся, когда Мэнсон отбывал второй взрослый тюремный срок. Позже сменил имя на Джей Чарльз Уорнер. Предположительно, умер в 2007 году[37].
- Валентин Майкл Браннер (Валентин Майкл Мэнсон) (род. 15 апреля 1968 года) — сын Мэнсона и Мэри Браннер. Был назван в честь главного героя одной из любимых книг Мэнсона — «Чужак в чужой стране». В возрасте 18 месяцев, после ареста матери, был отдан под опеку бабушки и дедушки по материнской линии, которые дали ему свою фамилию. Когда Браннер вышла из тюрьмы, она восстановила над ним опеку, но к тому моменту он из-за возраста уже не смог принять её как мать. В 1993 году заявил, что никакого чувства родства с Мэнсоном не испытывает[38].

## Возможные потомки Мэнсона
- В марте 1970 года Линда Касабиан родила сына, который получил имя Энджел. Предположительно, Касабиан родила его от Мэнсона. Родство не было ни подтверждено, ни опровергнуто.
- В 2010 году некий Мэтью Робертс, живший в нескольких приёмных семьях, заявлял, что является сыном Мэнсона. Он утверждал, что его биологическая мать была участницей «Семьи» и забеременела от Мэнсона, когда «Семья» жила на ранчо Спэн; были проведены две ДНК-экспертизы, которые не подтвердили их родство.
- В 2011 году Ребекка Эванс-Бонияди, которая является дочерью Андреа Каваков (женщины, которая некоторое время состояла в «Семье») и выросла в приёмных семьях, утверждала, что биологическая мать родила её от Мэнсона. Родство не было ни подтверждено, ни опровергнуто[39].

## Музыкальная карьера

Обложка альбома Мэнсона Lie: The Love and Terror Cult (1970)

В 1970 году вышел альбом песен Мэнсона Lie: The Love and Terror Cult, составленный из демозаписей, сделанных им до ареста за убийства. Пластинку по просьбе Мэнсона спродюсировал и выпустил за свой счёт Фил Кауфман — его бывший сокамерник по тюрьме на острове Терминал, живший также короткое время с «Семьёй». Для лицевой стороны пластинки было использовано изображение обложки журнала Life от 19 декабря 1969 года с фотографией Мэнсона, где из оригинального заголовка «LIFE» была убрана буква «F».
Альбом коммерчески провалился: из 2000 напечатанных были проданы лишь 300 копий, поскольку многие магазины отказались распространять творчество убийцы; в результате на данный момент оригинал пластинки является коллекционной редкостью. Впоследствии некоторые известные исполнители и коллективы (например, Guns N’ Roses, The Beach Boys, The Lemonheads, Девендра Банхарт, Brian Jonestown Massacre, Blood Axis, Роб Зомби) записывали кавер-версии либо использовали фрагменты песен из этого альбома.
В том же году был записан акустический альбом The Family Jams, состоящий из песен, написанных Мэнсоном, в исполнении бывших участников «семьи» Стива Грогана и Кетрин Шейр и разнородного женского хора. Альбом вышел в свет спустя 27 лет, в 1997 году. Он был выпущен на двух дисках; выпуск состоялся при поддержке и ремастеринге двух лейблов, Transparency Records и Aoroa Records.

## В массовой культуре

#### Документальные фильмы
- «Мэнсон»[англ.] (1973) — режиссёры Роберт Хендриксон и Лоуренс Меррик, номинация на премию «Оскар».
- «Чарльз Мэнсон — суперзвезда» / «Charles Manson Superstar» (1989) — режиссёр Николас Шрек.
- «The Six Degrees of Helter Skelter» (2009) — режиссёр Майкл Дорси.
- «Жизнь после Мэнсона» / «Life After Manson» (2014) — режиссёр Оливия Клаус.
- «Внутри секты Мэнсона: утерянные плёнки» (2018) — режиссёр Хью Бэллентайн.

Литература
- «Helter Skelter»[англ.] (1974) — книга американского юриста Винсента Буглиози о Мэнсоне.
- Manson in His Own Words: The Shocking Confessions of 'The Most Dangerous Man Alive'(1986),- книга Нуэля Эммонса, написанная на основе его интервью с Чарльзом Мэнсоном.

#### Кинофильмы и телесериалы
- «Я пью твою кровь» (1970) — фильм ужасов, сюжет которого частично основан на жизни «Семьи» Мэнсона.
- «Хелтер Скелтер»[англ.] (1976) — телефильм, экранизация книги Винсента Буглиози.
- «Виртуозность» (1995) — один из прототипов SID 6.7 является Чарльз Мэнсон
- «Семья Мэнсона»[англ.] (1997) — триллер Джима ван Беббера.
- «Счастливого Рождества, Чарли Мэнсон!» (1998) — 16 серия 2 сезона мультсериала «Южный Парк»: по сюжету Мэнсон вместе с дядей Картмана совершает побег из тюрьмы.
- «Хелтер Скелтер» (2004) — телефильм, ремейк экранизации 1976 года.
- «Страшно живи! Страшно умри!» (2006) — кукольный мультфильм, чёрная комедия.
- Сюжеты фильмов «Незнакомцы» (2008) и «Незнакомцы: Жестокие игры» (2018) имеют отсылки на историю Чарльза Мэнсона.
- «Я дьявол»[англ.] (2009) — комедийный триллер. Молодой присяжный на суде влюбляется в одну из девушек Мэнсона.
- «Марта, Марси Мэй, Марлен» (2011) — психологический фильм о девушке из секты; является частичной отсылкой к истории «Семьи» Мэнсона.
- «Дом Мэнсона»[англ.] (2014) — биографический триллер.
- «Семейные каникулы с Мэнсонами»[англ.] (2015) — независимый комедийный фильм.
- «Водолей» (2015) — сериал, основанный на реальных событиях, хотя некоторые персонажи и сюжетные линии вымышлены.
- «Охотник за разумом» — сериал о зарождении криминальной психологии в ФБР. Мэнсон непосредственно появляется в 5 серии 2 сезона.
- «Потерянные девушки Мэнсона» (2016) — телефильм о Линде Касабиан.
- «Волки у двери»[англ.] (2016) — фильм ужасов, в основу которого легла история убийства Шэрон Тейт и гостей её дома.
- «Американская история ужасов: Культ» (2017) — облик серийного убийцы был воплощен Эваном Питерсом.
- «Ничего хорошего в отеле „Эль Рояль“» (2018) — Мэнсон является очевидным прототипом персонажа Билли Ли.
- «Так сказал Чарли[англ.]» (2018) — биографическая драма.
- «Призраки Шэрон Тейт» (2019) — фильм ужасов.
- «Однажды в… Голливуде» (2019) — фильм Квентина Тарантино к 50-летию событий 1969 года, демонстрирующий альтернативный вариант истории, в котором членам «Семьи» не удаётся устроить резню в доме Шэрон Тэйт[44]. В 2021 году Тарантино издал одноимённый роман.

#### Музыка
- Строчка в культовой песне «Straight outta Compton» группы N.W.A.
- Композиция Death Valley ’69 с альбома Bad Moon Rising американской группы Sonic Youth.
- Песня Bloodbath in Paradise с альбома No Rest for the Wicked британского музыканта Оззи Осборна.
- Фрагменты речи из интервью используются в композиции «Worlock» электро-индастриал группы «Skinny Puppy».
- ATWA (2001) — композиция из альбома «Toxicity» американской рок группы армянского происхождения «System of a Down».
- Фрагмент речи Чарльза Мэнсона используется в композиции «Forever Failure» с альбома «Draconian Times» британской рок-группы «Paradise Lost».
- Фрагмент речи Чарльза Мэнсона используется в композиции «Herr, Nun Laß In Frieden» американского исполнителя «Blood Axis».
- В песне «Creepy Crawl» группы «Necro» используется отрывок из интервью.
- Американский рок-певец Брайан Хью Уорнер, использовал имя актрисы Мэрилин Монро и фамилию Чарльза Мэнсона для создания собственного псевдонима — Marilyn Manson, а также названия группы — Marilyn Manson. Её дебютная демозапись 1992 года имеет то же название, что и альбом участников «Семьи» — «The Family Jams», релиз которого вышел на 5 лет позже.
- Группа «Spahn Ranch» названа в честь ранчо, на котором жила «Семья».
- Группа Kasabian названа в честь Линды Касабиан.
- Рэпер СД создал трек под названием «Человек со свастикой на лбу».
- Фрагмент речи Чарльза Мэнсона используется в композиции «Gucci Prison» американской металкор группы «Emmure».
- В песне «Beware» группы «Death Grips» используется отрывок из интервью Мэнсона.
- В песне Он Юн «Мэнсон»[45].
- Смерть Мэнсона иронически обыгрывается в песне «Charlie Is Dead» российского electro-проекта ET Pornstars
- В песне «Fuck Everybody» исполнителя Terror Reid используется отрывок из интервью.
- Изображён на обложке песни «I know where you live» группы You Must Murder
- Фрагмент речи Чарльза Мэнсона используется в композиции «introduction.exe» украинской группы «corn wave».
- Рэпер Jubilee создал трек под названием «Polanski»
- Песня американской группы Guns N' Roses «Look At Your Game, Girl» является кавером на песню Мэнсона.
- Фрагмент речи из интервью используется в композиции «Mistakes» из альбома «Along the Corridors» за авторством Blackfilm, анонимного лондонского музыканта венгерского происхождения, и итальянского исполнителя электронной музыки Эральдо Бернокки.